# Церква Благовіщення Пресвятої Богородиці (Вербовець)
Церква Благовіщення Пресвятої Богородиці (Вербовець) — дерев'яна церква в с. Вербовець Івано-Франківської області, Україна, пам'ятка архітектури національного значення, датована 1850 роком.

## Історія
Церква побудована майстром Іваном Лавруком в 1850 році за допомогою священника та односельців та освячена в 1853 році. Церковна громада вважає датою будівництва 1890 рік (в 1990 році святкували 100 річчя церкви, про що свідчить пам’ятна таблиця з карбуванням: «На честь 100-річчя церкви Благовіщення Діви Марії, збудованої року Божого 1890 на пожертви сіл Вербовець і Старий Косів».). Церква  (фото [Архівовано 18 травня 2021 у Wayback Machine.]) розташована на кладовищі на межі Вербовця і Старого Косова поруч з дорогою.
У радянський період церква  охоронялась як пам'ятка архітектури Української РСР (№ 1162). Церкву використовує громада Православної церкви України.
Коло церкви також побудована дерев'яна дзвіниця, яка входить до складу пам'ятки, мурована дзвіниця та каплиця.
В церкві служили такі священники: отець Івана Валевський, отець Олександр Обушкевич – (1946 -1969 рр.); отець Степан Сірок – (1969 - 1972 рр.); отець Андрій Яцків – (1972 -1975 рр.); отець Володимир Братик – (1975-1976 рр.); отець Степан Губернат – (з жовтня 1976 року).

## Архітектура
Церква дерев'яна, хрестоподібна в плані, складається з п'яти квадратних зрубів. Храм має п'ять бань, її оточує опасання, розташоване на випусках вінців зрубів. Зруби мають одну висоту, завершені восьмигранними основами над якими встановлені шатрові бані. До вівтаря прибудовані дві ризниці. До бабинця прибудовано ганок. Ще один засклений ганок прибудований до південного рамена. Церква має маківки з хрестами. Опасання та стіни над опасанням оббиті карбованою бляхою (в 1990 роках). Первинно церква була оббита гонтом. На початку ХХІ ст. в церкві замінили вікна на пластикові.  В інтер'єрі церква обмальована живописом з різними орнаментами та іконами. В церкві зберігся повний різьблений іконостас (в 1981 році був прикрашений позолотою).

## Дзвіниця
До складу пам'ятки входить дерев'яна квадратна в плані дзвіниця (№ 1162/2). Дзвіниця складається з трьох ярусів, перший з яких зі зрубу, а інші каркасні. Третій ярус восьмигранний. Дзвіниця оббита бляхою, хоча первинно була оббита гонтом.